# Pawieł Wołodźko
Pawieł Wasiljewicz Wołodźko (ros. Павел Васильевич Володзько, ur. 1888 w Słucku, zm. 9 marca 1951) – funkcjonariusz radzieckich służb specjalnych, major bezpieczeństwa państwowego.

## Życiorys
Od 1918 należał do RKP(b), w 1919 został funkcjonariuszem Czeki, a w 1922 szefem sekcji tajno-operacyjnej dońskiego obwodowego oddziału GPU, później do 14 marca 1924 był szefem sekcji tajno-operacyjnej Górskiego Obwodowego Oddziału GPU. Od 20 do 30 listopada 1923 był p.o. szefa, a od marca 1924 szefem górskiego obwodowego oddziału GPU, od 1926 szefem Wydziału Tajnego Pełnomocnego Przedstawicielstwa OGPU Kraju Północnokaukaskiego, następnie do 1934 pomocnikiem szefa Zarządu Tajno-Operacyjnego PP OGPU Kazachskiej ASRR i do 1938 zastępcą ludowego komisarza spraw wewnętrznych Kazachskiej SRR.
W 1938 został aresztowany, następnie skazany na 15 lat pozbawienia wolności, zmarł w łagrze.